# 방송대학학원

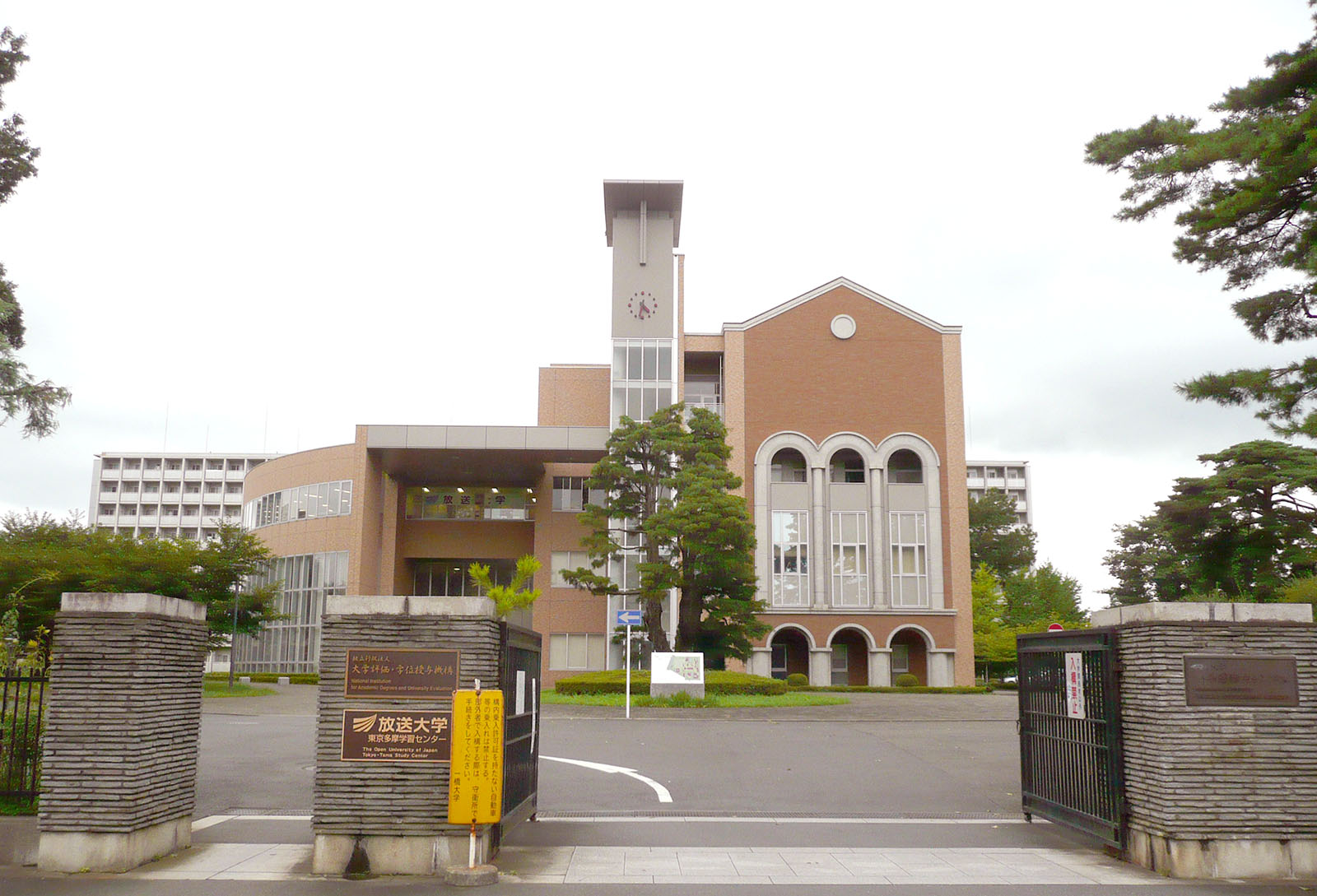

방송대학학원(일본어: 放送大学学園, The University of the Air Foundation )은 일본의 방송대학을 설치한 학교법인이다. 본사의 위치는 지바현 지바시 미하마구에 있다.

## 개요
- 2002년 제정된 일본의 방송 대학 학원법을 근거로 대학을 설치해 방송등을 통한 수업과 면접수업 등을 실시하는 걸 목적으로 한 기관이다.
- 예전 방송 대학 학원은 예전의 일본 방송 대학 학원법을 근거법으로 일본정부가 전액 출자 하는 특수법인이었지만 지금의 방송 대학 학원은 지금의 일본 방송 대학 학원법 제3조에 규정하는 「특별한 학교 법인」이며 방송 대학 학원의 소관은 총무성과 문부 과학성이다.
- 설립 당시에는 일본방송협회와 TV 아사히가 프로그램 제작과 기술지도를 하고 있었다.
- 방송대학학원이 설치한 대학을 방송대학이라고 부른다.

## 연혁
- 1972년 2월 일본 문부성(현재의 문부 과학성)의 위탁에 따라 NHK의 UHF 텔레비전 실험 방송국에서 실험 방송 개시
- 1981년 6월 11일 예전의 방송 대학 학원법(이하 「예전법」으로 표기)공포와 동시에 시행
- 1981년 7월 예전법에 근거해 방송 대학 학원 설립
- 1983년 4월 방송 대학 개설
- 1984년 11월 1일 시험방송 개시
- 1985년 4월 1일 간토지역에서 지상파 아날로그 방송을 개시
- 1998년 1월 21일 퍼펙 텔레비전!(지금의 스카이퍼펙)을 통한 전국 방송 개시
- 2001년 4월 방송 대학 대학원 개설
- 2002년 12월 13일 예전법을 모두 개정한 지금의 방송 대학 학원법(이하 「신법」으로 표기) 공포
- 2003년 10월 1일 신법 시행(이에 따라 예전법 실효).신법 부칙 제2조 규정에 의해 신법에 근거한 지금의 방송 대학 학원 성립(신법 부칙 제3조의 규정에 의해 구학원 해산)
- 2006년 12월 1일 간토지역에서 지상파 디지털 텔레비전 방송 개시
- 2011년 7월 24일 디지털 텔레비전 전환. 지상파 아날로그 텔레비전 본방송 종료
- 2011년 9월 24일 BS디지털 위성방송 시험전파 발사(시험방송은 27일부터)
- 2011년 10월 1일 BS디지털 위성방송 본방송 시작
- 2012년 3월 31일 스카이퍼펙을 통한 위성방송 종료
- 2018년 9월 30일 이 날 밤 11시 15분을 기해 지상파 디지털 텔레비전 방송과 FM 방송을 종료함

## 방송채널
- BS디지털 위성방송을 통해 방송하고 있으며 2018년 9월 30일 지상파 방송 종료 당시 텔레비전 콜사인은 JOUD-DTV, FM라디오 콜사인은 JOUD-FM다.
- 아날로그 텔레비전 방송의 경우 도쿄의 5대민방과 출력은 같았으나 중계국 수가 적고 UHF로 방송되기 때문에 방송구역이 5대민방보다 작았다.
- 지상파 텔레비전과 라디오 면허는 간토지역(정확히는 수도권)을 방송대상구역으로 정하고 있으나 스카이퍼펙과 케이블 텔레비전 그리고 BS디지털 방송을 통해 다른 지역에서도 시청과 청취가 가능하며 이 중 스카이퍼펙을 이용한 위성방송은 2012년 3월 31일을 끝으로 종료했다.
- 지상파 디지털 텔레비전 가상 채널번호는 12번이 부여되어 있지만 BS디지털 방송의 경우 배정되어 있지 않다.[1]
- 다른 TV방송국이 도쿄 스카이트리가 완성되면서 지상파 송신시설을 스카이트리로 이전하는데 반해 계속 도쿄 타워에서 방송하기로 했다.
- 지상파 방송을 실시했던 때에는 일부 시간대에 보조채널을 이용해 멀티방송을 실시하고 있었으며 BS디지털 방송의 경우 2018년 10월 1일을 기점으로 항상 멀티방송을 하고 있다.
- 공영방송이기 때문에 상업광고를 내보내지 않으나 지상파 디지털 텔레비전 전환 전에는 디지털 텔레비전 보급을 위해 디지털 텔레비전 홍보광고를 방송한 적이 있다.
- 수업 프로그램은 45분 프로그램이 한주씩 방송되면서 15회로 끝나는게 보통이며 사정으로 인해 방송되지 못한 프로그램은 휴일이나 정파시간을 이용해 재방송된다.

### 채널·주파수
- 텔레비전 방송국 도쿄 본국 28ch(2018년 9월 30일을 기해 폐지)
- 텔레비전 방송국 마에바시 중계국 28ch(2018년 9월 30일을 기해 폐지)
- FM라디오 방송국 도쿄 본국 77.1 MHz(2018년 9월 30일을 기해 폐지)
- FM라디오 마에바시 중계국 78.8 MHz(2018년 9월 30일을 기해 폐지)
- 스카이퍼펙 텔레비전 채널 205ch(2012년 3월 31일을 기해 폐지)
- BS디지털 텔레비전 채널 231ch
- 스카이퍼펙 라디오 채널 500ch(FM동시방송)(2012년 3월 31일을 기해 폐지)
- BS디지털 라디오 채널 531ch

## 도쿄도에 있는 다른 방송국

### 텔레비전 방송국
- NHK 방송 센터(라디오 겸영)
- 도쿄 방송(TBS)(JNN 중심방송국, 라디오는 현재 TBS 라디오 & 커뮤니케이션즈로 분사화)
- TV 아사히(EX)(ANN 중심방송국)
- 후지 TV(CX)(FNN·FNS 중심방송국)
- 닛폰 TV 방송망(NTV)(NNN·NNS 중심방송국)
- TV 도쿄(TX)(TXN 중심방송국)
- TOKYO MX(독립 텔레비전 방송국)

### 라디오 방송국
- 분카 방송(QR, NRN 계열)
- 닛폰 방송(LF, NRN 계열)
- TBS 라디오 & 커뮤니케이션즈(TBS, JRN 계열)
- FM도쿄(JFN 계열, 도쿄도만 방송구역)
- J-WAVE(JAPAN FM LEAGUE 계열, 도쿄도만 방송구역)
- FM인터웨이브(MegaNet 계열, 도쿄도 주변 일부지역이 방송구역에 포함)